# Andriwka
Andriwka (ukrainisch Андрівка; russisch Андровка Androwka) ist ein Dorf im Südosten der ukrainischen Oblast Saporischschja mit etwa 1400 Einwohnern.
Das Dorf entstand 1861 als Gründung von bulgarischen Siedlern. Es liegt nördlich der Bahnstrecke Berdjansk–Tschaplyne, 22 km nordwestlich vom Rajonzentrum Berdjansk und etwa 153 km südöstlich vom Oblastzentrum Saporischschja entfernt.
Im März 2022 wurde der Ort durch russische Truppen im Rahmen des Russischen Überfalls auf die Ukraine eingenommen und befindet sich seither nicht mehr unter ukrainischer Kontrolle.

## Verwaltungsgliederung
Am 9. März 2018 wurde das Dorf zum Zentrum der neugegründeten Landgemeinde Andriwka (Андрівська сільська громада/Andriwska silska hromada). Zu dieser zählen auch die 3 in der untenstehenden Tabelle aufgelisteten Dörfer bis dahin bildete es zusammen mit den Dörfern Polousiwka und Sachno die gleichnamige Landratsgemeinde Andriwka (Андрівська сільська рада/Andriwska silska rada) im Südwesten des Rajons Berdjansk.
Folgende Orte sind neben dem Hauptort Andriwka Teil der Gemeinde:
| Name                     | Name         | Name                         |
| ukrainisch transkribiert | ukrainisch   | russisch                     |
| ------------------------ | ------------ | ---------------------------- |
| Nowotrojizke             | Новотроїцьке | Новотроицкое (Nowotroizkoje) |
| Polousiwka               | Полоузівка   | Полоузовка (Polousowka)      |
| Sachno                   | Сахно        | Сахно                        |